# Tjeckoslovakien i olympiska vinterspelen 1968
Tjeckoslovakien deltog med 48 deltagare vid de olympiska vinterspelen 1968 i Grenoble. Totalt vann de en guldmedalj, två silvermedaljer och en bronsmedalj.

## Medaljer

### Guld
- Jiří Raška - Backhoppning, normal backe.

### Silver
- Jiří Raška - Backhoppning, stor backe.
- Josef Černý, Vladimír Dzurilla, Jozef Golonka, Jan Havel, Petr Hejma, Jiří Holík, Josef Horešovský, Jan Hrbatý, Jaroslav Jiřík, Jan Klapáč, Jiří Kochta, Oldřich Machač, Karel Masopust, Vladimír Nadrchal, Václav Nedomanský, František Pospíšil, František Ševčík och Jan Suchý - Ishockey.

### Brons
- Hana Mašková - Konståkning.